# علاة بن عامر (يافع)

تعديل مصدري - تعديل

علاة بن عامر هي إحدى قرى عزلة لبعوس بمديرية يافع التابعة لمحافظة لحج، بلغ تعداد سكانها 125 نسمة حسب تعداد اليمن لعام 2004.